# Micheline Hotyat
Pour les articles homonymes, voir Hotyat.
Micheline Hotyat est une géographe française née le 24 novembre 1945.
Docteur en géographie et habilitée à diriger des recherches, Micheline Hotyat est professeur de géographie à l'université Paris IV Sorbonne. De 2006 à 2011, elle assure les fonctions de rectrice de l'académie de Caen. En 2011, elle est membre du Comité d'orientation de la nouvelle licence, installé par Valérie Pécresse.

## Activité actuelle
- Recteur de l'académie de Caen, chancelière des universités depuis le 16 juillet 2006 jusqu'au 30 novembre 2010.

## Parcours professionnel
- 1972-1973 : Assistante déléguée puis chargée de cours à l'université Paris VII-Denis-Diderot
- 1973-1978 : Chargée de cours à l'université Paris 12-Val de Marne
- 1978-1993 : Maître assistante puis maître de conférences à l'université Paris VII-Denis-Diderot
- 1993 : Professeur de géographie à l'université Paris IV-Sorbonne
- 1998 : Directrice de l'U.F.R. Géographie et Aménagement de l'université Paris IV

## Recherches
C'est en 1975 que Micheline Hotyat soutient sa thèse de troisième cycle consacrée à « l'approche multidimensionnelle et cartographique du paysage forestier». Depuis lors, elle a poursuivi ses recherches dans le domaine de la biogéographie, et en particulier celui des forêts.

## Décorations
- Chevalier de la Légion d'honneur Elle est faite chevalier le [2] pour ses 33 ans de services civils.
- Commandeur de l'ordre des Palmes académiques Elle est promue ex officio au grade de commandeur de par sa nomination en tant que rectrice en juillet 2006.